# Orford
Orford és una població dels Estats Units a l'estat de Nou Hampshire. Segons el cens del 2000 tenia 1.091 habitants.

## Demografia
Segons el cens del 2000, Orford tenia 1.091 habitants, 470 habitatges, i 308 famílies. La densitat de població era de 9 habitants per km².
Dels 470 habitatges en un 26,6% hi vivien nens de menys de 18 anys, en un 55,5% hi vivien parelles casades, en un 7% dones solteres, i en un 34,3% no eren unitats familiars. En el 27,4% dels habitatges hi vivien persones soles el 9,1% de les quals corresponia a persones de 65 anys o més que vivien soles. El nombre mitjà de persones vivint en cada habitatge era de 2,32 i el nombre mitjà de persones que vivien en cada família era de 2,84.
Per edats la població es repartia de la següent manera: un 21,9% tenia menys de 18 anys, un 6,3% entre 18 i 24, un 29,8% entre 25 i 44, un 29% de 45 a 60 i un 13% 65 anys o més.
L'edat mediana era de 40 anys. Per cada 100 dones de 18 o més anys hi havia 94,5 homes.
La renda mediana per habitatge era de 46.250$ i la renda mediana per família de 50.577$. Els homes tenien una renda mediana de 27.500$ mentre que les dones 25.833$. La renda per capita de la població era de 24.196$. Entorn del 3,1% de les famílies i el 5,5% de la població estaven per davall del llindar de pobresa.